# Mitch Robles
Miguel Robles (2003), también conocido como Mitch, es un músico de rock y actor de cine español.

## Trayectoria
Nacido en diciembre de 2003, segundo hijo de la periodista y escritora Marta Robles, Mitch se dedicó a la música en su juventud, tocando la guitarra desde los 15 años. Pasó su adolescencia con el grupo musical The Boston Babies. También interpreta uno de los protagonistas en la tercera temporada de la serie HIT de TVE.
En 2024, la directora catalana Carla Simón lo eligió como protagonista de su película Romería, con los actores Llúcia García, Tristán Ulloa, Janet Novás, Miryam Gallego, José Ángel Egido y Alberto Gracia.
La película se estrenó en la selección oficial del Festival Internacional de Cine de Cannes de 2025.

## Filmografía
- El Amor Amenazada (2021), de Héctor Herce (c).
- Azul Meteoro (2024) de Marta Guillén (c).
- Romería (2025), de Carla Simón.